# Quilperico II
Quilperico II (ca. 670 — 13 de fevereiro de 721), nascido Daniel, filho mais jovem de Quilderico II, foi rei da Nêustria a partir de 715 e rei único dos francos de 718 até sua morte. Foi o último rei merovíngio a exercer alguma autoridade de facto.
Ele foi enviado para um monastério ainda criança para proteger sua vida das hostilidades mortais de sua família. Lá ele foi educado como Daniel até a morte de Dagoberto III em 715, quando então foi retirado - aos treze anos - quando surgiu erguido sobre os escudos dos guerreiros neustrianos como rei, como era o costume. Ele tomou o nome real de Quilperico, embora devido a sua vida monástica, ele tenha sido um homem muito diferente de Quilperico I.

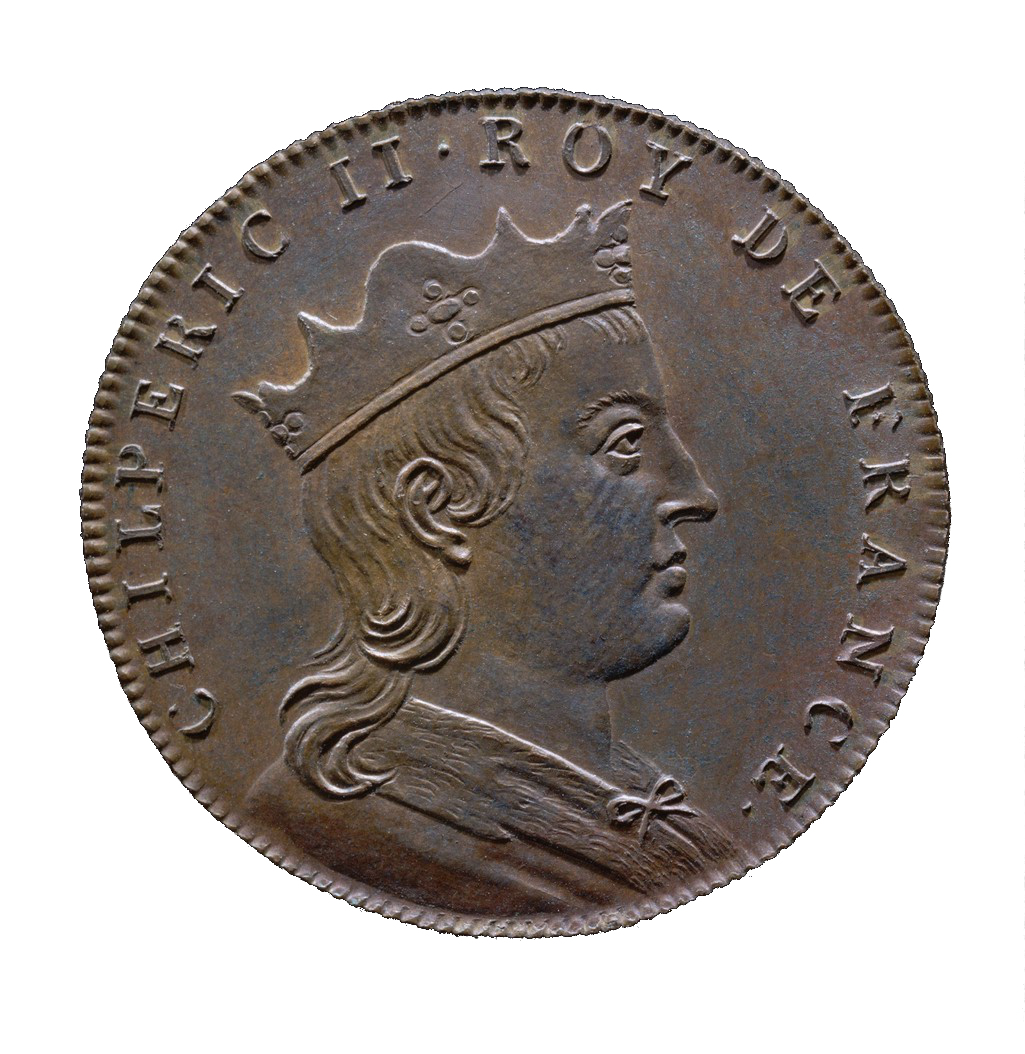
Quilperico II (670-721)

Inicialmente, parece que ele parecia ser mais uma ferramenta nas mãos de Ragenfrid, o prefeito do palácio da Nêustria, aclamado em 714 em oposição a Teodoaldo, herdeiro designado de Pepino de Herstal. Quilperico, no entanto, tinha personalidade: lutador e líder, sempre na frente de batalha encabeçando suas tropas. Em 716, ele e Ragenfrid lideraram um exército contra a Austrásia, então sendo comandada na guerra por Plectrude, em nome de seu neto Teodoaldo, e por Carlos Martel, filho bastardo de Pepino. Os neustrianos se aliaram a outra força invasora liderada por Radbod, rei dos frísios e encontraram Carlos Martel numa batalha próximo a Colônia, então dominada por Plectrude. Quilperico saiu vitorioso e Carlos fugiu para as montanhas de Eifel. O rei e seu prefeito então voltaram a assediar sua outra rival na cidade. Plectrude reconheceu Quilperico como rei, entregou-lhe o tesouro austrasiano e abandonou a reivindicação de seu filho à prefeitura do palácio.
Nesse momento, os eventos tomaram rumo contra Quilperico. À medida que ele e Ragenfrid estavam conduzindo seu triunfante exército de volta à Nêustria, Carlos os atacou próximo a Malmedy e na batalha de Amblève, Carlos os derrotou e eles fugiram. A partir de então, Carlos Martel ficou praticamente imbatível e a força de Quilperico foi subjugada numa série de campanhas travadas em solo neustriano.
Em 717, Carlos voltou à Nêustria com um exército e confirmou sua supremacia com uma vitória em Vincy, próximo a Cambrai. Ele caçou o rei fugitivo e seu prefeito até Paris ates de voltar atrás para tratar com Plectrude em Colônia. Lá, ele proclamou Clotário IV rei da Austrásia em oposição a Quilperico. Em 718, Quilperico, como resposta, aliou-se a Odo o Grande, duque da Aquitânia, que havia se tornado independente durante os protestos de 715, mas novamente foi derrotado por Carlos, dessa vez em Soissons. O rei e o duque fugiram para as terras ao sul do Loire, enquanto Ragenfrid fugiu para Angers. Em pouco tempo Clotário morreu e Odo abandonou Quilperico e, em troca do reconhecimento de sua realeza sobre todos os francos, o rei entregou seu reino à prefeitura de Carlos Martel sobre todos os reinos (718).
Em 719, ele foi erguido sobre os escudos como rei de todos os francos, sobrevivendo apenas mais um ano. Seus sucessores foram meros rois fainéants. Morreu em Attigny e foi sepultado em Noyon.

## Pais
♂ Quilderico II (◊ 653 † c. 675)
♀ Biliquilda (◊ 651 † c. 675)

## Casamentos e filhos
- com Chrotaudis (◊ ? † ?)

1. ♂ Quilderico III (◊ 714 † 754)